# Edmund Barton
Edmund Barton (18 de janeiro de 1849 – 7 de janeiro de 1920), foi um político e juiz australiano que serviu como primeiro-ministro da Austrália, no cargo de 1901 a 1903. Ele renunciou para se tornar um membro fundador da o Supremo Tribunal da Austrália, onde atuou até sua morte.

## Carreira
Barton foi um dos primeiros apoiadores da federação das colônias australianas, cujo objetivo ele resumiu como "uma nação para um continente e um continente para uma nação". Após a aposentadoria de Henry Parkes, ele passou a ser visto como o líder do movimento da federação em New South Wales. Ele foi um delegado às convenções constitucionais, desempenhando um papel fundamental na elaboração de uma constituição nacional, e foi um dos principais defensores da federação nos referendos subsequentes. No final de 1900, apesar do "erro de Hopetoun" inicial, Barton foi contratado para formar um governo provisório como primeiro primeiro-ministro da Austrália. Seu mandato começou em 1º de janeiro de 1901, data em que ocorreu a federação.
Nas primeiras eleições federais em março de 1901, Barton e os protecionistas ganharam a maioria dos assentos, mas estavam bem aquém da maioria. Ele foi capaz de continuar como primeiro-ministro formando uma aliança com o incipiente Partido Trabalhista, que mantinha o equilíbrio de poder. O governo de Barton estabeleceu uma série de novas instituições nacionais, incluindo a Força de Defesa Australiana e o Serviço Público da Commonwealth. Ele introduziu o sufrágio feminino em todo o país e lançou as bases da política da Austrália Branca com a Lei de Restrição de Imigração de 1901.

Barton deixou a política em 1903 para se tornar um dos três membros fundadores do Supremo Tribunal, criado por seu governo. Ele foi sucedido como primeiro-ministro por Alfred Deakin. No tribunal, Barton foi capaz de moldar a interpretação judicial da constituição que ajudou a escrever. Embora tenha servido 16 anos no Tribunal Superior e menos de três como primeiro-ministro, ele é principalmente lembrado por sua carreira política.